# Culture politique

Carte des valeurs, d'après les données de l'Enquête mondiale sur les valeurs de 2004.

La culture politique est un ensemble de normes, de valeurs, de connaissances et de croyances définissant les comportements et attitudes politiques des membres d'une collectivité. Elle permet d'acquérir une identité, de se situer et d'agir dans l'espace politique, c'est-à-dire l'ensemble des positions quant à l'organisation et aux contenus des décisions publiques.
Le sociologue Philippe Braud définit la culture politique comme un « ensemble de connaissances et de croyances permettant aux individus de donner sens à l’expérience routinière de leurs rapports aux gouvernants et aux groupes qui leur servent de références identitaires ».
Il s’agit de l’ensemble des valeurs, normes et stratégies qui guident les attitudes politiques de l’individu. Il y a donc un lien entre la culture politique et la manière d’exercer et/ou contrebalancer le pouvoir. Les cultures politiques sont différentes d’un pays à l’autre.
La culture politique est un concept qui a été largement utilisé en science politique depuis les années 1960.

## Dimensions
Dans les démocraties libérales, la culture politique s'inscrit dans la citoyenneté c'est-à-dire un ensemble de connaissances, de normes et de valeurs qui orientent leur conduite en tant que citoyen, et notamment qui manifestent leur attachement au système politique dans lequel ils se trouvent. Les chercheurs américains Gabriel Almond et Sidney Verba mettent ainsi en lumière dans The Civic Culture trois principales dimensions qui caractérisent la culture politique en démocratie :
- La dimension cognitive (l'ensemble des connaissances de son propre système politique)
- La dimension affective (l'ensemble des perceptions positives ou négatives que l'on a de son environnement politique)
- La dimension évaluative (l'ensemble des jugements que l'on porte à son égard)[1]